# 戈登·奥德利
戈登·奥德利（英語：Gordon Audley，1928年4月20日—2012年10月1日），加拿大男子速度滑冰运动员。他曾代表加拿大参加1948年、1952年和1956年冬季奥林匹克运动会速度滑冰比赛，其中1952年冬季奥运会获得一枚铜牌。